# Montserrat (poemari)

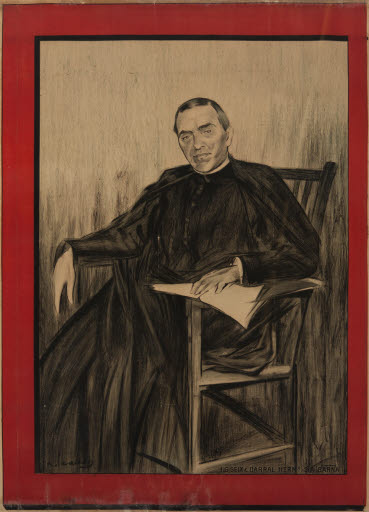
Retrat de Jacint Verdaguer de Ramon Casas.

Montserrat és un poemari de Jacint Verdaguer publicat entre el 1898 i el 1899. Porta per subtítol Llegendari, cançons, odes. Està format per quaranta poemes breus i un poema èpic anomenat Llegenda de Montserrat sobre la llegenda de Fra Joan Garí.
L'escriptor hi aplega gairebé tot el que havia escrit sobre Montserrat. Hi ha els poemes de les festes del mil·lenari de la troballa de la imatge de la Mare de Déu escrits el 1880 Cançons de Montserrat i Llegenda de Montserrat, així com altres escrits el 1879, 1885 i 1888 a Idíl·lis i cants místics, Caritat i Pàtria, entre d'altres.
L'obra neix en agraïment a la Mare de Déu de Montserrat després del desenllaç del drama sacerdotal del poeta, una pèrdua de llicències sacerdotals i menyspreu d'amics i escriptors que el 1898 finalment es resol positivament després de tres anys de patiment. Després de les "amargors" exposades a Flors del Calvari Verdaguer aireja aquí "les caramelles, noves i velles, d'una nova pasqua florida", en paraules de l'historiador Francesc Xavier Altés.
El fulletó va ser l'element escollit per difondre els textos dins el setmanari El Sarrianés, dirigit pel seu amic Lluís Carles Viada i Lluch, entre el 6 d'agost de 1898 i el 28 de gener de 1899. També se'n va fer una edició en format llibre amb l'any 1898 a la portada i el 1899 a la coberta. El 1902 en sortí una edició definitiva revisada per l'escriptor de Folgueroles que sortí després de la seva mort. En aquesta darrera revisió Verdaguer decidí suprimir el poema A la Verge de l'encapçalament perquè li evocava la seva tragèdia que volia donar per superada.
El tema montserratí és recurrent en la poesia de Verdaguer, que l'aprofita per reunir l'expressió de la fe en la Mare de déu i l'exaltació de Catalunya. L'escriptor fou un dels "creadors del Montserrat modern", segons l'historiador Joan Massot, i en aquest sentit aquesta obra suposava una mena de colofó vital i tancava una etapa fosca de la seva vida. La publicació suposà també una certa recuperació de la popularitat com a escriptor religiós i patriòtic. El llibre conté algunes de les poesies que s'han musicat més populars de l'escriptor com La mort de l'escolà, El Virolai o els goigs a Santa Cecília i els sants Iscle i Victòria també vinculats a Montserrat.